# Haroldius perroti
Haroldius perroti là một loài bọ cánh cứng trong họ Bọ hung (Scarabaeidae).